# 63129 Courtemanche
63129 Courtemanche è un asteroide della fascia principale. Scoperto nel 2000, presenta un'orbita caratterizzata da un semiasse maggiore pari a 2,8869761 au e da un'eccentricità di 0,0548787, inclinata di 3,25783° rispetto all'eclittica.
L'asteroide è dedicato all'attore canadese Michel Courtemanche.